# Hydriomena margaritata
Hydriomena margaritata är en fjärilsart som beskrevs av Loberbauer 1953. Hydriomena margaritata ingår i släktet Hydriomena och familjen mätare. Inga underarter finns listade i Catalogue of Life.